# مرغ
مُرْغ خانگی (نام علمی: Gallus gallus domesticus) که به آن مُرْغ و ماکیان نیز می‌گویند، زیرگونه‌ای از گونه مرغ جنگلی سرخ و از اعضای خانواده قرقاولان و راسته ماکیان‌سانان است. این جانور با جمعیتی بیش از ۲۳٫۷ میلیارد در سال ۲۰۱۸، یکی از گسترده‌ترین جانوران اهلی در جهان است. انسان‌ها به‌طور عمده مرغ را به عنوان غذا پرورش می‌دهند و از گوشت و تخم آن استفاده می‌کنند.

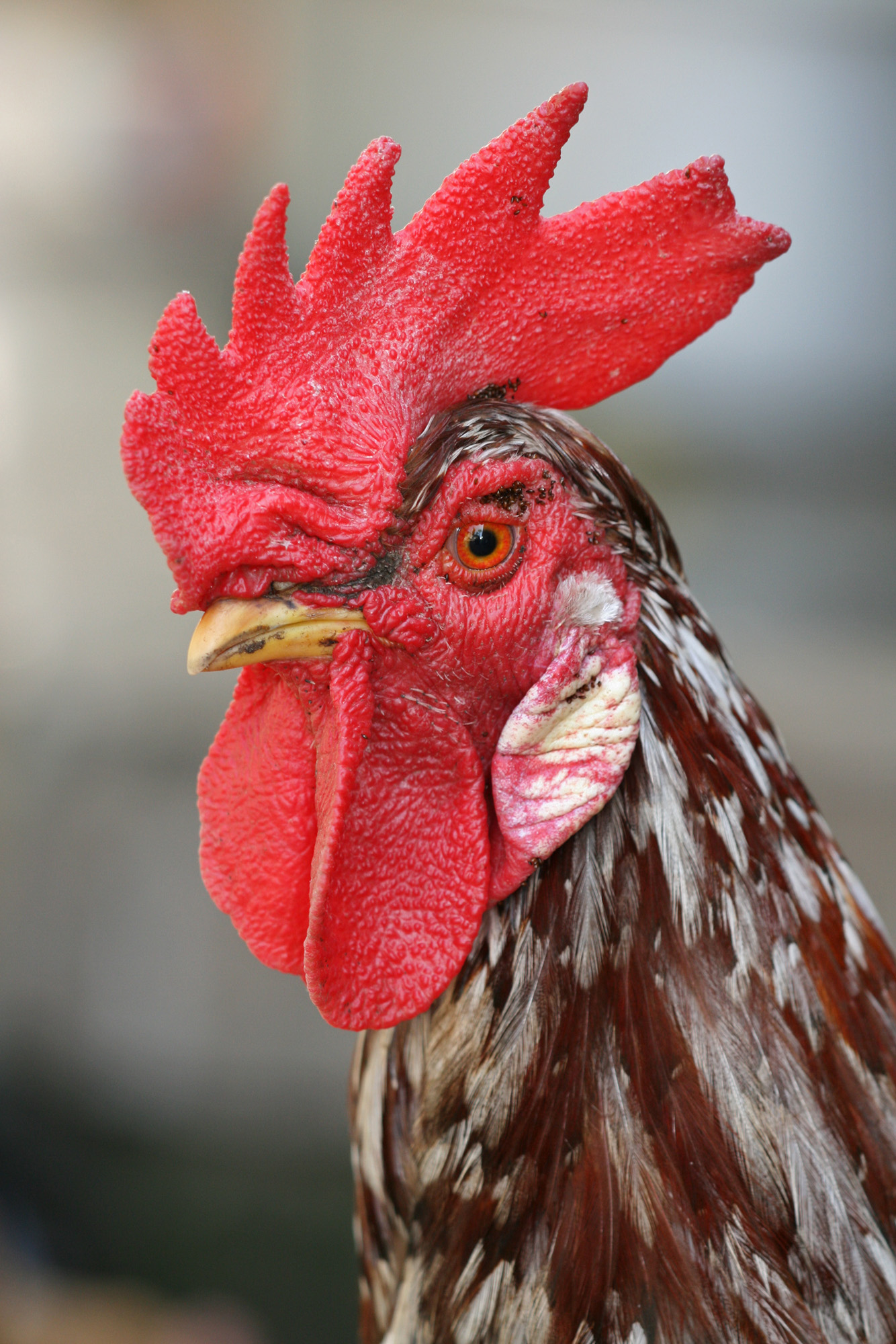
تاج بلند از نشانه‌های تشخیص خروس است

مرغ خانگی نر، خروس نامیده می‌شود خروس‌ها انواع مختلفی دارند مانند خروس لاری خروس مینیاتوری، سلطان و…. تولیدمثل مرغ مانند دیگر پرندگان از طریق تخم‌گذاری انجام می‌شود.
دو نوع مرغ به نام مرغ تخمگذار و مرغ گوشتی وجود دارد که مرغ تخمگذار زودتر رشد می‌کند و بالغ می‌شود و مرغ گوشتی دیرتر بالغ می‌شود.

## زیست‌شناسی عمومی
چهار گونه از سرده مرغ جنگلی (Gallus) وجود دارد که گمان می‌رود همه نژادهای ماکیان از این چهار گونه وحشی پدید آمده‌اند:
- مرغ جنگلی سرخ (Gallus gallus)
- مرغ جنگلی سری‌لانکا (Gallus lafayettii)
- مرغ جنگلی خاکستری (Gallus sonneratii)
- مرغ جنگلی سبز (Gallus varius)

مرغ جنگلی سرخ نیای اصلی مرغ خانگی است. با این حال مرغ خانگی یک زیرگونه خالص از مرغ جنگلی سرخ نیست و ژن‌هایی از سه گونه دیگر مرغ جنگلی در آن یافت شده است. یافته‌های اخیر نشان می‌دهد که اهلی کردن مرغ خانگی، بیش از ۱۰٬۰۰۰ سال پیش در ویتنام صورت گرفته است. تا پیش از این باور عمومی بر این بود که این کار در هند انجام شده است. سپس مرغ اهلی راه خود را از هند به سوی ایران پیدا کرد. پس از آن از قلمرو لیدیه که توسط ایرانیان فتح شده بود، در قرن پنجم پیش از میلاد به یونان راه یافت. مرغ از دوران دودمان هجدهم فراعنه در مصر شناخته شده بوده است؛ طبق گزارش سالانهٔ توتمس سوم، پرنده‌ای که هر روز تخم می‌گذارد، به عنوان خراج از سرزمین مابین صحرای سینا و سوریه، یعنی بابل، به مصر آورده شده است. اما در عهد عتیق هیچ نشانه‌ای از مرغ دیده نمی‌شود.

## تعداد
مرغ پرشمارترین و شایع‌ترین جانور اهلی در جهان می‌باشد. با جمعیتی بیش از ۲۴ میلیارد در سال ۲۰۰۳، هیچ پرنده‌ای در جهان به این شماره نمی‌رسد.

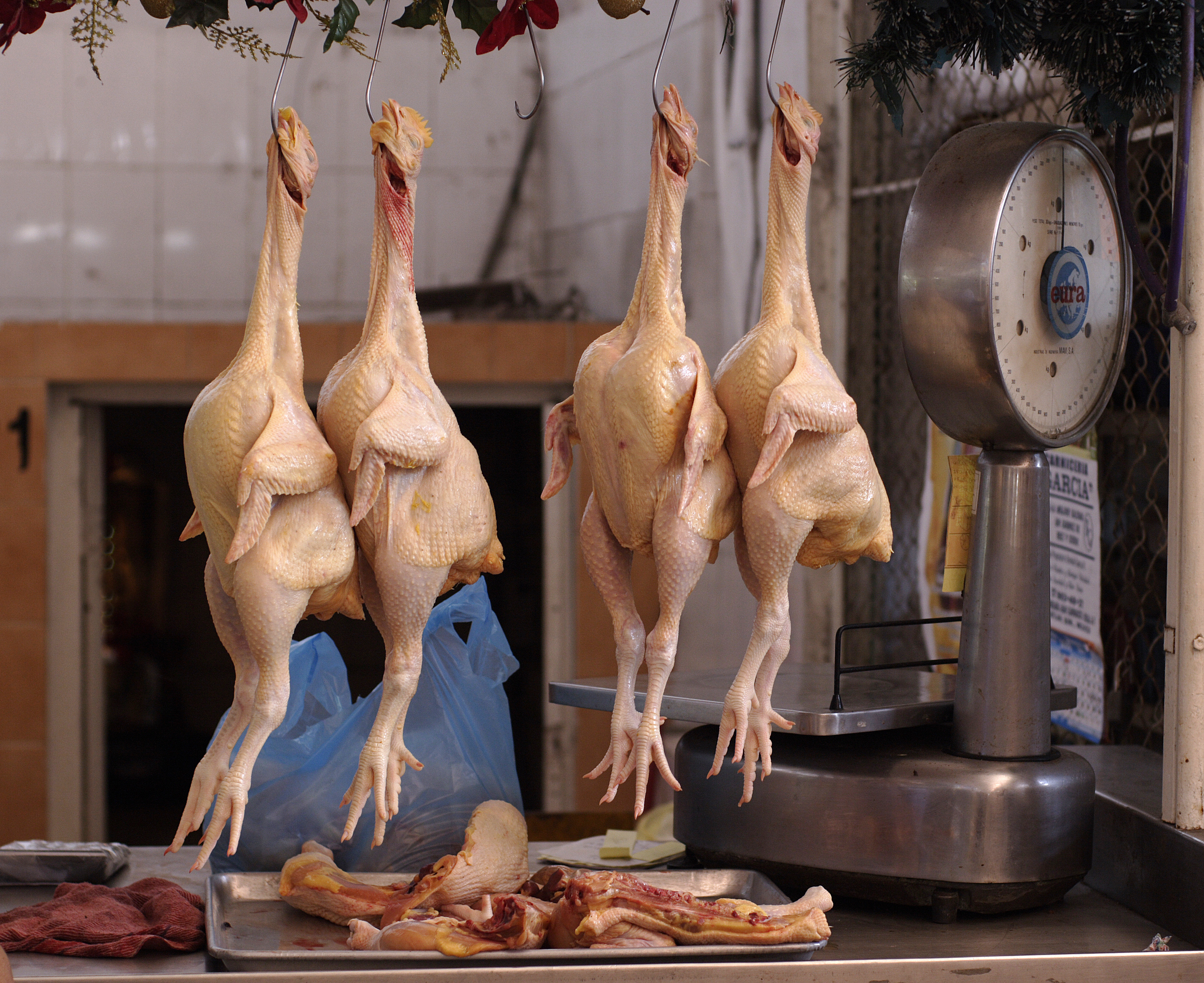
مرغ خانگی سلاخی شده در کشتارگاه

## واژه‌شناسی
در زبان فارسی، ماکیان بالغ و بالای یک سال را ماکیان (انگلیسی = hen) و جوجه ماکیان و مرغ خانگی نابالغ را بهاری (باری) (به انگلیسیpullet) می‌نامند. خروس بالغ هم خروس (انگلیسی =cock) و نابالغ هم جوجه خروس (cockerel) نام دارند.
خود واژه مُرغ در ادبیات کلاسیک پارسی به معنای پَرَنْدِه کاربرد داشت و هر پرنده ای را مرغ می‌نامیدند، مانند چکامه ای از کتاب مَنطِقُ الطَّیر(سخن پرندگان) عطار نیشاپوری:
مَجمَعی کردند مُرغانِ جهان
هرچه بودند آشِکارا و نَهان.
امروزه در برخی زبان‌های ایرانی واژه مرغ همچنان به معنای پرنده است مانند زبان اوسِتیایی(ایرُنی) که آن را به صورت «Маргь» تلفظ آن «مْارْغْ» هست و معنای پرنده می‌دهد.

## رفتارشناسی
مرغها همه‌چیزخوارند. در محیط آزاد اغلب زمین را برای یافتن دانه‌ها، حشرات و حتی جانوران بزرگتر همانند مارمولک و موشهای جوان می‌خراشد.
مرغ به صورت طبیعی از ۵ تا ۱۱ سال، بسته به نژاد، عمر می‌کند. در مرغداری تجاری یک جوجهٔ گوشتی تا قبل از کشتار تنها شش هفته زندگی می‌کند. جوجه‌های نیمه‌گوشتی و پرورش یافته در محیط باز تا ۱۴ هفته هم نگهداری می‌شوند. مرغ‌های تخم‌گذار هم تا یک سال حدود ۳۰۰ تخم گذاشته و پس از آن توانایی آن‌ها در تخمگذاری کاهش می‌یابد و به کشتارگاه فرستاده می‌شوند تا از آن‌ها در غذای بچه، حیوانات خانگی، پای و غذاهای پرورده استفاده شود. بر اساس کتاب رکوردهای گینس، پیرترین مرغ جهان در سن ۱۶ سالگی بر اثر مشکل قلبی مرد.
خروس را می‌توان از رنگ تندتر آن نسبت به مرغ و پرهای بلند دم و همچنین پرهای نوک‌تیز گردن و کمر از مرغ تشخیص داد. با این حال در برخی نژادها مانند سبرایت مرغ و خروس تفاوت بسیار اندکی دارند. خروس را همچنین می‌توان با دقت در بلندی تاج و سیخک (برآمدگی نیزه مانند در پای مرغ) از مرغ باز شناخت. در بعضی نژادها و نژادهای دورگه مرغ و خروس را از رنگ آن‌ها می‌توان تمیز داد. در مرغ بالغ گوشت بالای سر (کاکل =تاجcomb/cock's comb) و همچنین زائدهٔ زیر حلقوم پرنده (wattle زیرحلقوم یا غبغب) اندکی رشد می‌نماید. در اکثر نژادها رشد تاج و زیر حلقوم در خروس‌ها بیشتر از مرغان است به طوری که کاکل خروس بزرگ‌تر از کاکل مرغ می‌باشد. در برخی نژادها هم پرهایی اضافه در ناحیه صورت و غبغب پرنده می‌روید که ناشی از یک تغییر ژنتیکی بوده و به آن ریش (beard/muff) گفته می‌شود.
مرغ‌ها توانایی پریدن و پرواز کردن برای مسافت‌های بلند و طولانی را ندارند، اما در نژادهای سبک‌تر و مینیاتوری مانند مرغ و خروس سبرایت می‌توانند که بر روی نرده یا شاخه‌ها، جایی که به‌طور طبیعی استراحتگاه آن‌هاست، به خوبی در ارتفاع کم پرواز کنند مرغ‌ها معمولاً عمل پریدن را برای جستجو یا اجتناب از خطر انجام می‌دهند.
مرغ‌ها اجتماعی بوده و گله‌ای زندگی می‌کنند. مرغ‌ها در درون خود یک نوع سلسله مراتب (pecking order) دارند که در آن عده‌ای از پرندگان در به‌دست آوردن غذا و محل استراحت برتری دارند. برداشتن مرغ و خروس‌ها از گله، سبب اخلال در این نظم می‌شود تا دوباره سلسله مراتب جدید و مراحل رشد مرغ برقرار شود. افزودن پرندگان جدید- به‌ویژه پرندگان جوان- به گله معمولاً موجب نزاع و ایجاد جراحت می‌شود.
مرغ‌ها معمولاً تمایل دارند که در جایی تخمگذاری کنند که از پیش در آنجا تخم بوده باشد و تخم‌های آشیانه‌های اطراف را نیز به محل خود انتقال می‌دهد. گاهی نیز بر سر تخمگذاری در یک محل خاص، بسیار لجوج و یک‌دنده می‌شوند. بسیار اتفاق می‌افتد که دو مرغ بر سر جای تخمگذاری با هم درگیر شده و حتی اگر محل کوچک باشد بر روی هم تخم می‌گذارند.
خروس‌ها به منظور اعلام حضور به خروس‌های رقیب بانگ می‌زنند. این عمل می‌تواند به علت تغییرات محیط هم باشد. مرغ‌ها نیز پس از تخمگذاری یا برای صدا زدن جوجه‌های خود قدقد می‌کنند.
در سال ۲۰۰۶ دانشمندانی که بر روی پیشینه پرندگان تحقیق می‌کردند به یک ژن پس‌مانده- talpid۲ برخوردند که در دوران جنینی عامل شکل‌گیری دندان‌ها در فک می‌باشد؛ شبیه آنچه در فسیلهای پرندگان دیده شده است. جان فالن ناظر این پروژه اظهار می‌دارد که: "... مرغ‌ها تحت شرایطی خاص توانایی دندان درآوردن را حفظ کرده‌اند… ."

## جوجه‌کشی

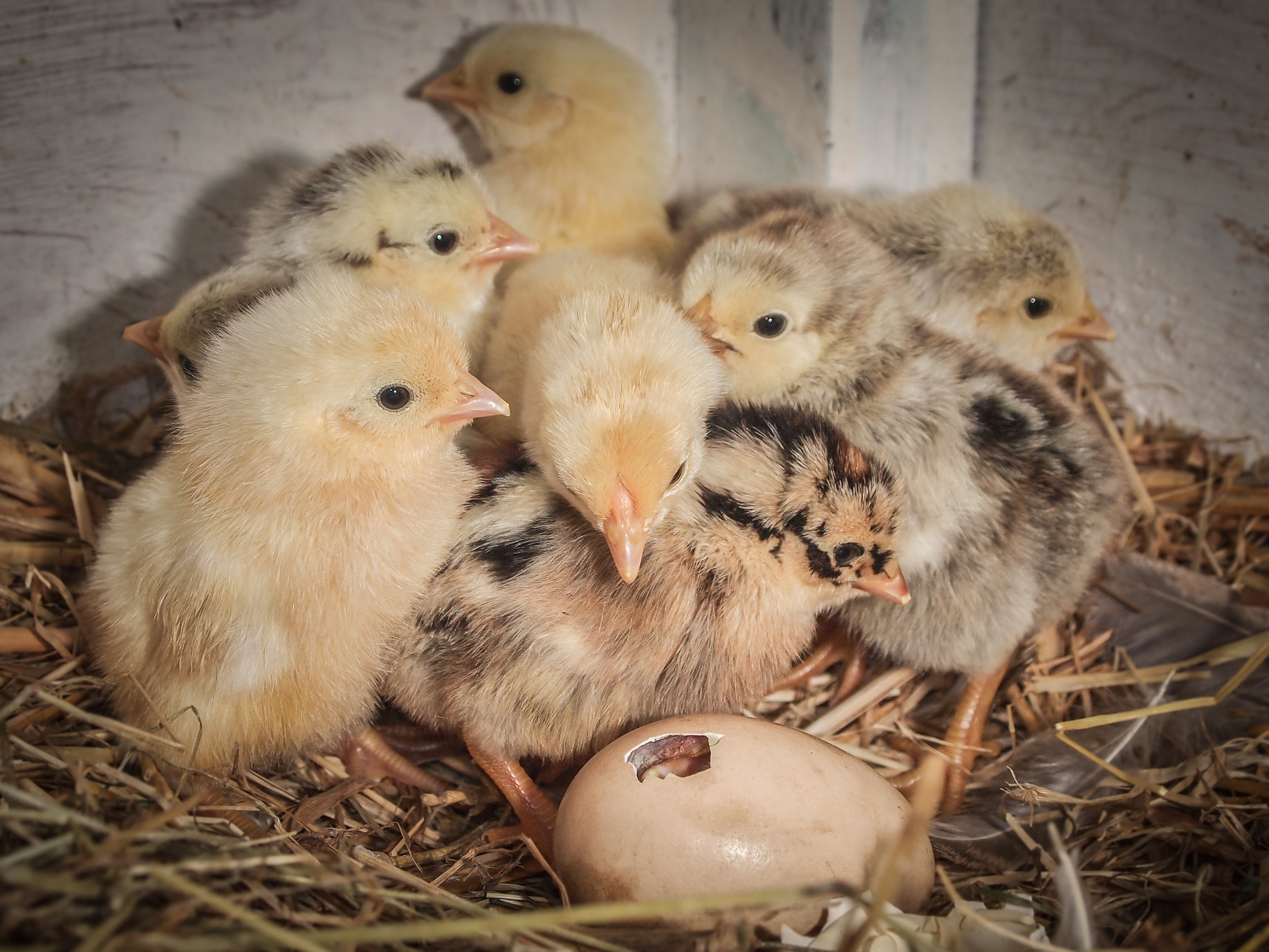
جوجه‌های یک روزه

در طبیعت اکثر پرندگان پس از یک دورهٔ تخمک‌گذاری (clutch)، بر روی تخم‌های خود خوابیده تا تبدیل به جوجه مرغ شوند. اغلب مرغ‌های خانگی هم این عمل را انجام می‌دهند که به این حالت به اصطلاح کرچ شدن گفته می‌شود. یک مرغدار می‌تواند با گذاشتن تخم مصنوعی در لانه، مرغ را تشویق به کرچ شدن نماید یا بالعکس، با قرار دادن لانه در ارتفاع و توری سیمی‌کردن کف لانه از کرچی مرغ ممانعت به عمل آورد. مرغ کرچ تخمگذاری را قطع نموده و بر جوجه کشی (incubation) تمرکز می‌کند (هر دوره clutch معمولاً از ۱۲ تخم تشکیل می‌شود). مرغ کرچ بر سر جای خود و بر روی تخم‌ها می‌خوابد و در صورت ایجاد مزاحمت اعتراض خود را با سر و صدا و بلند کردن پرهای خود نشان می‌دهد و تنها به‌مدت کوتاهی برای خوردن و آشامیدن و همچنین عمل دفع و خاکبازی (dust bathe) از جای خود برمی‌خیزد. در طول دورهٔ جوجه کشی مرغ کرچ دما و رطوبت بستر را ثابت نگه می‌دارد و تخم‌ها را طی دورهٔ اول انکوباسیون به‌طور مرتب می‌چرخاند تا از چسبیدن جنین به پوسته جلوگیری کند.
در پایان دورهٔ جوجه کشی که معمولاً ۲۱ روز است، تخم‌ها در صورت بارور بودن، هچ hatch می‌شوند. با شروع انکوباسیون رشد جنین هم آغاز می‌شود و همهٔ تخم‌ها با یک یا حداکثر دو روز اختلاف هچ می‌شوند؛ اگر چه تاریخ گذاشته شدن تخم‌ها تا دو هفته هم با یکدیگر اختلاف داشته باشند. قبل از هچ شدن مرغ می‌تواند صدای جوجه‌ها را در تخم شنیده و با قدقد کردن آن‌ها را تشویق به بیرون آمدن می‌کند. جوجه‌ها با نوک خود سوراخی را جهت تنفس خود در قسمت پهن تخم که معمولاً در بالای سر جوجه قرار می‌گیرد، ایجاد می‌کنند. سپس برای چند ساعت استراحت کرده، به جذب زرده (yolk) و بقایای خون پوسته که در پایین تخم است و تا پیش از این برای تنفس جوجه بکار می‌رفت، می‌پردازد. پس از آن به گشاد کردن سوراخ و ایجاد یک در، در قسمت پهن تخم اقدام می‌کند و پس از موفقیت خود را به بیرون می‌غلطاند و در گرمای بستر بدن خیسش خشک می‌شود.
مرغ مادر معمولاً به مدت دو روز پس از هچ در لانه می‌ماند و در این مدت جوجه‌ها از زردهٔ جذب شده تغذیه می‌کنند. تخمهایی که بارور نمی‌باشند هچ نشده و مرغ که از جوجه شدن آن‌ها ناامید گشته، لانه را ترک می‌کند. پس از هچ مرغ مادر به‌شدت مراقب جوجه‌های خود بوده و هر زمان که لازم باشد آن‌ها را گرم می‌کند (مرغ مادر زمان این عمل را با صدای مخصوصی که جوجه‌ها از خود درمی‌آورند، متوجه می‌شود). مرغ مادر جوجه‌ها را به سمت آب و غذا هدایت کرده و هنگامی که شیء خوراکی ببیند، آن‌ها را صدا می‌زند اما به ندرت جوجه‌ها را مستقیماً تغذیه می‌کند. مرغ مادر به مدت چندین هفته (معمولاً ۶ هفته) به مراقبت از جوجه‌ها ادامه داده و سپس به تدریج علاقهٔ خود را از دست داده و شروع به تخمگذاری می‌کند.
مرغ‌های تخم‌گذار امروزی به ندرت کرچ می‌شوند و در صورت کرچ شدن در نیمهٔ دورهٔ جوجه کشی از روی تخم‌ها بلند می‌شوند. با این وجود چندین نژاد چند منظوره (utility) مانند مرغ کوشین، مرغ کورنیش و سیلکی (مرغ ابریشمی) هستند که به‌طور مرتب کرچ شده و نه تنها برای جوجه مرغها، بلکه برای سایر گونه‌های پرندگانی که طول دورهٔ جوجه کشی آن‌ها کوتاهتر یا بلندتر از مرغ است (مانند بلدرچین، قرقاول، غاز، بوقلمون و …) مادران خوبی هستند. تخم مرغ را می‌توان در زیر پای اردک نیز گذاشت، اما میزان موفقیت آن متغیر است.

## جوجه‌کشی مصنوعی

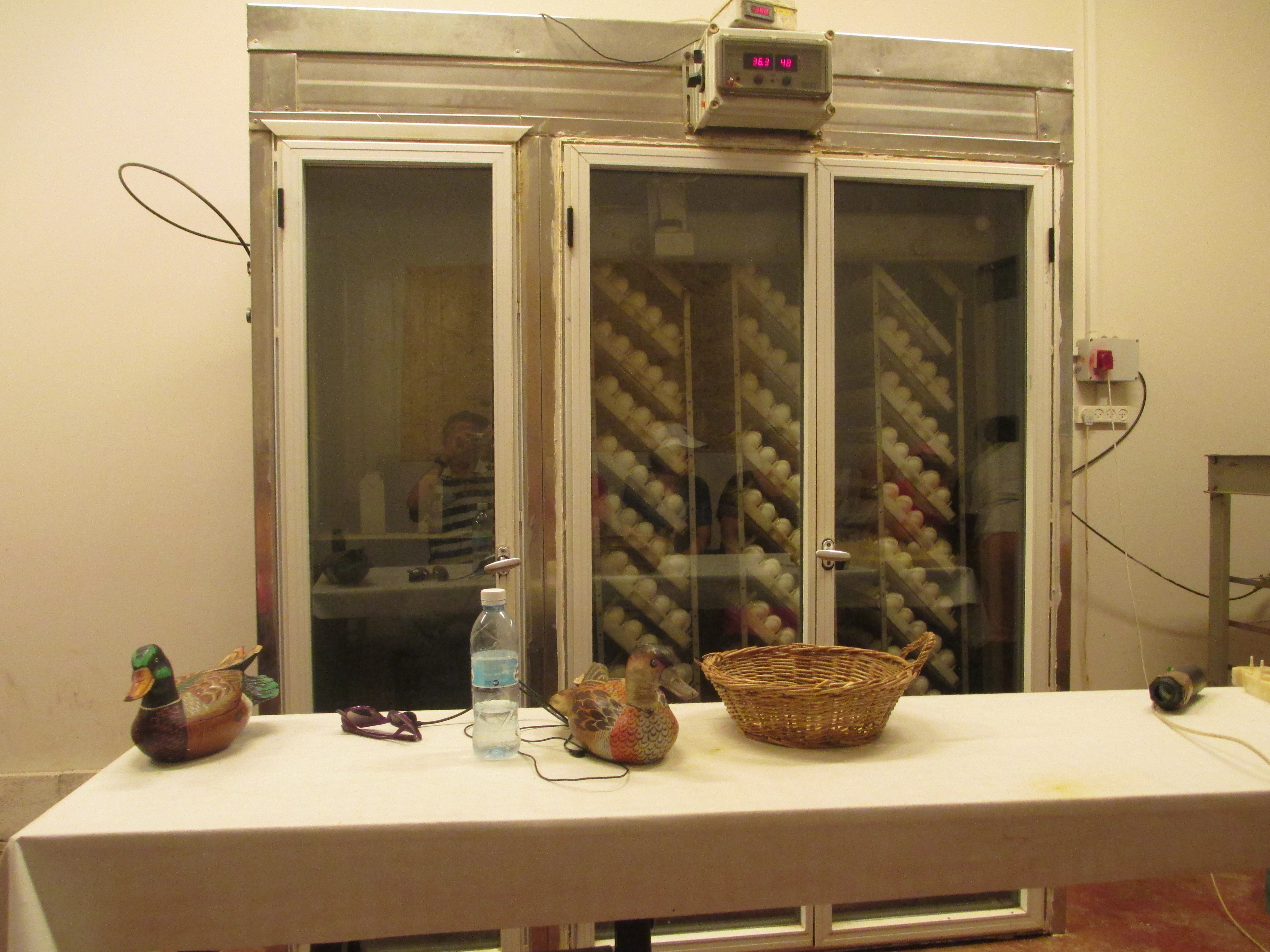
دستگاه جوجه‌کشی مصنوعی

جوجه‌کشی را می‌توان به صورت مصنوعی و کاملاً موفقیت‌آمیز نیز انجام داد. البته گاهی وقت‌ها چنین حرف صدق نمی‌کند و تخم مرغ در همان روزهای اولیه یا چند روز بعد گذاشتن در جوجه از بین خواهد رفت. چرا که ممکن است برق قطع شود و در اثر پایین رفتن دمای جوجه کشی و تخم‌ها جنین رشد کرده از بین برود. البته این بحث بیشتر برای جوجه کشی‌های خانگی و ساده رخ می‌دهد که صنعتی نیستند. تقریباً همهٔ تخم‌های بارور تحت شرایط مناسب ۳۷٫۵ سانتیگراد (۹۹٫۵ فارنهایت) و ۵۵٪ رطوبت نسبی (در سه روز آخر برای نرمتر شدن پوسته ۷۰٪) هچ می‌شوند. طی اولین مرحلهٔ جوجه‌کشی تخم‌ها را باید به‌طور منظم (۳ تا ۸ بار در روز) چرخاند. اگر تخم‌ها چرخانده نشوند، جنین به پوسته تخم چسبیده و می‌میرد یا با نقص عضو هچ می‌شود. بعضی از ماشین‌های جوجه‌کشی (incubator) این عمل را به‌طور خودکار انجام می‌دهند. عمل چرخاندن از رفتار مرغ که در طول شبانه‌روز چندین بار بلند شده و تخم‌ها را با نوک خود می‌چرخاند، تقلید شده است. با این حال چرخاندن تخم‌ها در هفتهٔ آخر می‌تواند وضعیت قرار گرفتن درست جوجه در تخم به منظور شکستن پوسته را برهم بزند.

## مرغ‌ها به عنوان جانور خانگی
مرغ‌ها جانوران کم خرجی هستند. اصلی‌ترین دغدغه در نگهداری مرغ، جای آن است. مرغ‌ها را می‌توان در قفس نگه داشت و در شب‌ها نیز بر روی چوب خواب یا شاخه استراحت کنند و زیر پای آن‌ها نیز می‌توان کاه یا خاک اره گذاشت که با توجه به میزان بالای نیتروژن در مدفوع پرنده، به یک تودهٔ کامپوزیت تبدیل می‌شود.
به نگهداری خروس نیازی نیست؛ چرا که مرغ‌ها بدون خروس هم تخم می‌گذارند، اما این تخم‌ها نطفه نداشته و در نتیجه بارور نمی‌شوند. زرده تخم تازه خوش رنگ و براق بوده بالای سفیده قرار می‌گیرد. رنگ زرده متغیر است و شدت رنگ آن به میزان زانتوفیل (Xanthphyll) -رنگدانهای که در گیاهان سبز و ذرت وجود دارد- بستگی دارد. زانتوفیل همچنین عامل رنگ زردپوست و پای مرغ می‌باشد. رنگ زرده به منبع زانتوفیل نیز وابسته است و از زرد تیره تا نارنجی در نوسان می‌باشد.
اگر مرغ ها چرا کنند یا در جیرهٔ آنان سبزیجات باشد کیفیت تخم آن‌ها طبق استانداردهای وزارت کشاورزی آمریکا (یو اس دی ای) تفاوت می‌کند. بارب گورسکی، کشاورز اهل پنسیلوانیا، تعدادی از تخم مرغ‌های خود را که به صورت مزرعه‌ای نگهداری می‌شوند، در اختیار تحقیقات یو اس دی ای قرار داد. طبق نتایج این تحقیقات این تخم‌ها دارای ۳۴٪ کلسترول کمتر، ۱۰٪ چربی کمتر، ۴۰٪ ویتامین ای بیشتر، دو برابر اسید چرب امگا۶ و ۴ برابر امگا۳ نسبت به استاندارد یو اس دی ای بودند.
در حالی که جیرهٔ مرغداری‌های بزرگ را باید از نظر تجاری ثابت نگاه داشت، مرغان خانگی را می‌توان با سبزیجات که عاری از سم هستند، به راحتی تغذیه نمود. مرغ می‌تواند به دنبال علف‌ها، دانه‌ها، حشرات و … در محیط باز بگردد. مرغ را همچنین می‌توان با پوست تخم مرغ خرد شده (البته با رعایت درصد مناسب)، غذاهای استفاده نشده مثل ته‌مانده‌ها و مواد غذایی کهنه اما نه فاسد تغذیه نمود. دادن خرده نان، میوه، اشغال سبزی، شیر مازاد بر نیاز و پرهیز از تغذیه آن‌ها با موادی مثل پوست سیب زمینی (که هضم ان برای مرغ مشکل است) یا هر چیز فاسد و گندیده، مواد دارای بو و طعم تند مثل سیر و پیاز یا ماهی توصیه می‌شود.

## ماکیان در صنعت کشاورزی و دامداری

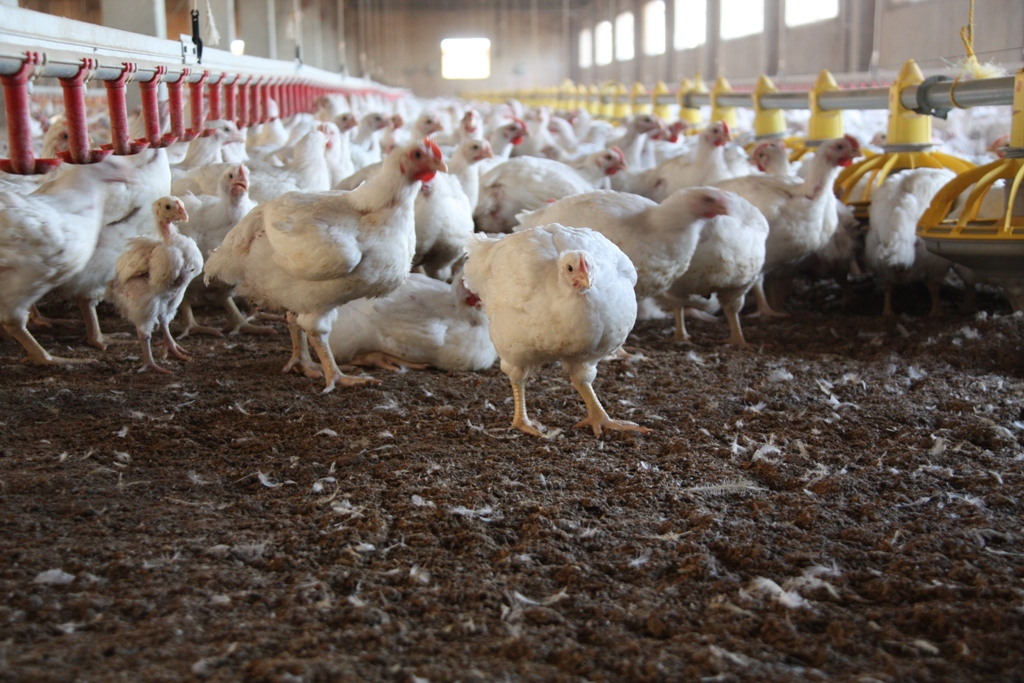
یک مرغداری مرغ گوشتی

در ایالات متحده تا سال ۱۹۶۰ مرغ عموماً در مزارع خانوادگی نگهداری می‌شد. در ابتدا هدف اولیه از پرورش مرغ، تخم مرغ بود و گوشت یک محصول ثانویه به‌شمار می‌رفت. عرضه از تقاضا کمتر بود و قیمت طیور بالا بود. در فصول سرد می‌شد برای مدتی تخم مرغ‌ها را جابجا و انبار کرد، بدون آنکه به سردخانه نیازی باشد. این امر در روزهایی که یخچال فراگیر نبود، امر مهمی به‌شمار می‌رفت.
گله‌های ماکیان در کشتزارهای کوچک نگهداری می‌شدند چرا که مرغها عموماً خود را از اضافهٔ غلات و خرده آشغال و محصولات بر زمین ریخته تغذیه می‌کردند. این اقلام به ویژه در فصل زمستان محدود بودند و همین عامل جمعیت طیور را ثابت نگه می‌داشت. پس از اینکه طیور توجه محققان کشاورزی را بخود جلب کردند (تقریباً در سال ۱۸۹۶)، بهبود در مدیریت و اصلاح جیرهٔ غذایی، مرغداری را باصرفه‌تر و تجاری‌تر نمود.
تا قبل از سال ۱۹۱۰، مرغ را بیشتر در جشن‌ها و مراسم خاص عرضه می‌کردند. مرغ را به صورت زنده یا کشته شده حمل و نقل کرده، پَرَش را کنده اما شکمش را خالی نمی‌کردند و آن را بر روی یخ بسته‌بندی می‌کردند. جوجه‌های گوشتی آماده طبخ تا دههٔ ۵۰، زمانی که سردخانه تا دم فروش مرسوم شد و به مشتریان اطمینان بیشتری بخشید، همه‌گیر نبود. تا پیش از این تمیز کردن مرغ وظیفهٔ قصاب محل نبود و از مهارت‌های کدبانوی منزل به‌شمار می‌آمد.
در آن زمان دو نوع ماکیان عرضه می‌شد: جوجه گوشتی یا جوجهٔ بهاره، که خروس‌های جوانی بودند که محصول جانبی صنعت تخم مرغ بودند و زمانی که جوان و تازه بودند به فروش می‌رفتند و وزنشان نیز غالباً زیر ۱٫۵ کیلو بود؛ و مرغ‌های خورش که این‌ها هم محصول صنعت تخم مرغ بودند و مرغ‌های تخم‌گذار پیری بودند که دورهٔ اوج تخم‌گذاری خود را سپری کرده بودند. این عمل امروزه دیگر انجام نمی‌شود؛ جوجه‌های گوشتی امروزه نژادی کاملاً متفاوت دارند و مرغ‌های تخم‌گذار دیگر در فروشگاه‌ها ظاهر نمی‌شوند.
نقطهٔ عطف صنعت مرغداری در قرن بیستم به کشف ویتامین دی D(نامگذاری شده در سال ۱۹۲۲) بود که نگهداری مرغها را در قفس‌های بسته ممکن ساخت. تا پیش از این مرغ‌ها در فصل زمستان به دلیل کمبود نور خورشید جان بدر نمی‌بردند و تولید تخم و گوشت و جوجه کشی در فصول سرد بسیار مشکل بود و این امر ماکیان را به یک محصول فصلی و گرانقیمت تبدیل کرده بود.
همزمان تولید تخم نیز با نژادهایی علمی افزایش یافت. پس از چندین شروع ناموفق مثل تجربهٔ ایستگاه تحقیقاتی مین، پروفسور درایدن از ایستگاه تحقیقاتی آرگون به موفقیت رسید.

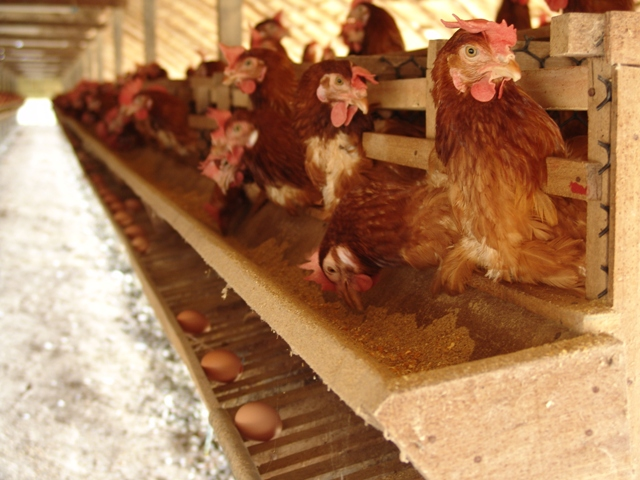
مرغ‌های تخم‌گذار در قفسه‌ها

پیشرفت در تولید و کیفیت با کاهش تقاضا برای نیروی کار همراه بود. طی دههٔ ۳۰ تا ۵۰، نگهداری ۱۵۰۰ ماکیان برای یک خانوادهٔ مرغدار یک شغل تمام وقت محسوب می‌شد. در اواخر دههٔ ۵۰ قیمت تخم مرغ خانگی چنان کاهش پیدا کرد که مرغداران مجبور شدند که تعداد ماکیان‌های خود را سه برابر کرده و سه ماکیان را در قفسی که سابقاً یک ماکیان در ان نگهداری می‌شد، قرار دهند یا تعداد چوب خواب‌های قفس‌ها را سه برابر کنند. خیلی طول نکشید که قیمت‌ها باز هم رو به کاهش گذاشت و تعداد بسیاری از خانواده‌های مرغدار از این شغل دست کشیدند. این امر نقطهٔ آغاز تبدیل مرغداری سنتی به صنعتی بود.

## تولیدمثل
تولیدمثل   مرغ
تبدیل تخم مرغ به مرغ
مرغ نیز مانند تمام پرنده‌های دیگر تولیدمثل جنسی دارد. پس از جفت‌گیری و تخم‌گذاری ۲۱ روز طول می‌کشد که تخم مرغها به جوجه تبدیل شوند. البته مرغ‌ها می‌توانند بدون نیاز به خروس و جفتگیری تخم‌گذاری کنند که البته این تخم مرغ‌ها بارور نمی‌شوند زیرا بدون نطفه‌اند. درصد تخم‌گذاری مرغ‌های خانگی در فصل سرما کاهش می‌یابد و دادن گندم و نگهداری در مکان مناسب با دمای ۲۰ یا ۲۳ درجه تأثیر بسزایی در تخم‌گذاری آن‌ها دارد.

## بیماری‌های شایع
بیماری آنفلوانزای مرغی، نیوکاسل، برونشیت، گامبرو، لارنگوتراکیت، سی ار دی، کولی باسیلوز از بیماری‌های شایع میان مرغ‌های خانگی هستند.